# Jewhen Schtscherban

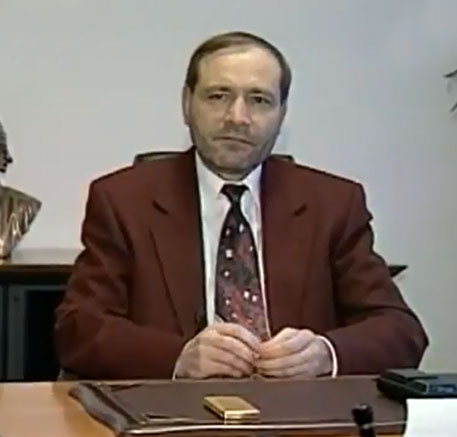
Jewhen Schtscherban

Jewhen Oleksandrowytsch Schtscherban (ukrainisch Євген Олександрович Щербань; russisch Евгений Александрович Щербань; * 18. Januar 1946 in Konstantinowka bei Charkiw, Ukrainische SSR; † 3. November 1996 in Donezk) war ein ukrainischer Geschäftsmann und Politiker. Er war Mitglied der Partei Liberalna Partiya Ukrayiny und wurde 1994 in das ukrainische Parlament, die Werchowna Rada gewählt.
Schtscherban und seine Frau sowie zwei Techniker wurden am 3. November 1996 am Flughafen Donezk von Personen ermordet, die als Polizisten verkleidet waren. Zwar wurden 2003 acht Tatbeteiligte zu Gefängnisstrafen verurteilt, die Hintergründe des Mordes wurden aber nie vollständig aufgeklärt. Die ukrainische Generalstaatsanwaltschaft bezeichnete im Januar 2013 den ehemaligen Ministerpräsidenten Pawlo Lasarenko sowie die ehemalige Ministerpräsidentin und spätere Oppositionsführerin Julija Tymoschenko als Auftraggeber der Tat. Tymoschenko und ihr Verteidiger wiesen die Vorwürfe als absurd und konstruiert zurück, sie beschuldigten ihrerseits den Milliardär Rinat Achmetow sowie Präsident Wiktor Janukowytsch an dem Mord an Schtscherban beteiligt gewesen zu sein.